# Fédération Internationale de Gymnastique

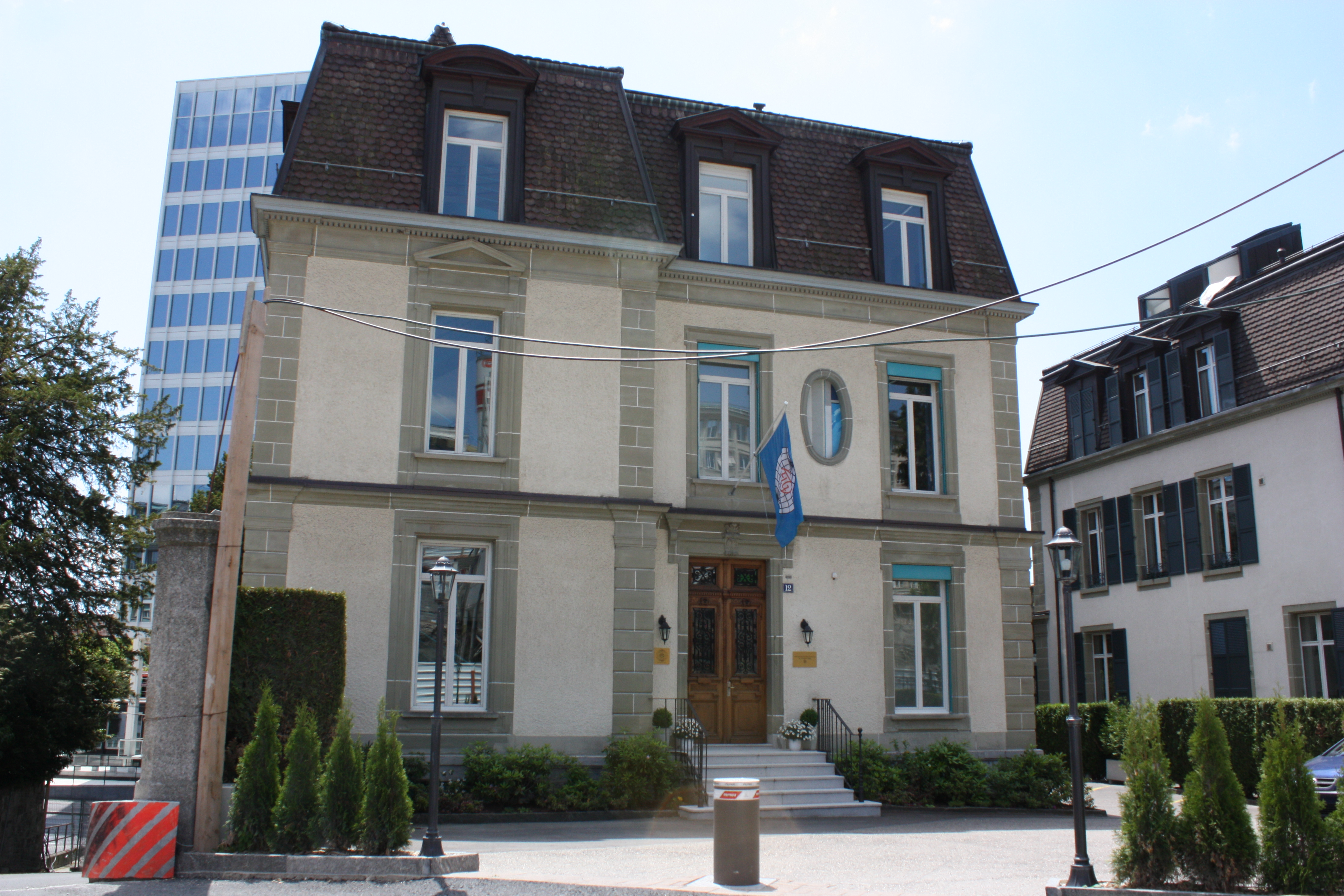
FIG i Lausanne

Fédération Internationale de Gymnastique (FIG) eller International Federation of Gymnastics (IFG) är världsförbundet för  gymnastik. Huvudkontoret finns i Lausanne, Schweiz. Förbundet bildades 23 juli 1881 i Liège, Belgien, och är därmed det äldsta internationella idrottsförbundet. Det kallades ursprungligen "European Federation of Gymnastics", och bildades av tre länder – Belgien, Frankrike och Nederländerna – innan man 1921 accepterade icke-europeiska medlemsländer, och namnet ändrades.

## Organisation
Förbundet styrs främst av ordföranden och vice ordföranden. Kongressen, som hålls vartannat år, exekeutivkommittén, rådet och de sju tekniska kommittérna – för varje disciplin (WAG och MAG har varsin; för GG finns allmänna gymnastikkommittén).
2007 fanns 128 anslutna nationsförbund, och 2 associerade medlemsförbund, samt fyra kontinentalförbund:
- European Union of Gymnastics (UEG)
- Pan-American Gymnastic Union (PAGU)
- Asian Gymnastic Union (AGU)
- African Gymnastics Union (UAG)

Bruno Grandi valdes 1996 till ordförbande.

## Huvudtävlingar
- Olympsika tävlingar
- Världsmästerskapen i gymnastik

## Medlemmar
- Afghanistan
- Albanien
- Algeriet
- Amerikanska Samoa
- Andorra
- Angola
- Argentina
- Armenien
- Aruba
- Australien
- Azerbajdzjan
- Bahamas
- Bahrain
- Bangladesh
- Belgien
- Benin
- Bermuda
- Bosnien och Hercegovina
- Bolivia
- Brasilien
- Bulgarien
- Burkina Faso
- Caymanöarna
- Chile
- Colombia
- Cooköarna
- Costa Rica
- Cypern
- Danmark
- Dominica
- Ecuador
- Egypten
- El Salvador
- Estland
- Etiopien
- Fiji
- Filippinerna
- Finland
- Frankrike
- Georgien
- Grekland
- Guam
- Guatemala
- Haiti
- Honduras
- Hongkong
- Indonesien
- Indien
- Irak
- Iran
- Irland
- Island
- Israel
- Italien
- Jamaica
- Japan
- Jemen
- Jordanien
- Kambodja
- Kamerun
- Kanada
- Kap Verde
- Kazakstan
- Kina
- Kinesiska Taipei
- Kirgizistan
- Kongo-Brazzaville
- Kongo-Kinshasa
- Kosovo
- Kroatien
- Kuba
- Kuwait
- Lettland
- Libanon
- Libyen
- Lesotho
- Liechtenstein
- Litauen
- Luxemburg
- Madagaskar
- Malaysia
- Malta
- Marocko
- Mauritius
- Mexiko
- Moçambique
- Moldavien
- Monaco
- Mongoliet
- Montenegro
- Myanmar
- Namibia
- Nederländerna
- Nepal
- Nicaragua
- Nigeria
- Nordkorea
- Nordmakedonien
- Norge
- Nya Zeeland
- Pakistan
- Palestina
- Panama
- Paraguay
- Papua Nya Guinea
- Peru
- Polen
- Portugal
- Puerto Rico
- Qatar
- Rumänien
- Rwanda
- Ryssland
- Saint Vincent och Grenadinerna
- San Marino
- Saudiarabien
- Schweiz
- Senegal
- Serbien
- Seychellerna
- Singapore
- Slovakien
- Slovenien
- Spanien
- Sri Lanka
- Storbritannien
- Sudan
- Sverige
- Swaziland
- Sydafrika
- Sydkorea
- Syrien
- Thailand
- Tjeckien
- Tonga
- Trinidad och Tobago
- Tunisien
- Turkiet
- Turkmenistan
- Tyskland
- Uganda
- Ukraina
- Ungern
- Uruguay
- USA
- Uzbekistan
- Venezuela
- Vietnam
- Vitryssland
- Zimbabwe
- Österrike

### Fotnoter
1. ↑  ”Today in Francophone History”. About.com. Arkiverad från originalet den 5 oktober 2008. https://web.archive.org/web/20081005030655/http://french.about.com/od/culture/a/0723.htm. Läst 21 augusti 2008-.
2. ↑  ”FIG History”. http://exel.fig-gymnastics.com/cache/compo/TxtServer.jser?@_ID=10846&@_TEMPLATE=15. Läst 21 augusti 2008.[död länk]
3. ↑  ”Milestones in FIG history”. http://exel.fig-gymnastics.com/cache/compo/TxtServer.jser?@_ID=969&@_TEMPLATE=15. Läst 21 augusti 2008.[död länk]
4. ↑  ”President's bio”. http://exel.fig-gymnastics.com/cache/compo/TxtServer.jser?@_ID=10865&@_TEMPLATE=15. Läst 21 augusti 2008.[död länk]